# Heinrich Keimig
Heinrich Keimig (Leiselheim, 12 giugno 1913 – Offenbach am Main, 15 gennaio 1966) è stato un pallamanista tedesco.

## Palmarès

### Olimpiadi
- Oro a Berlino 1936 nella pallamano.